# L'Universale
Fondiamo questo foglio con la volontà di agire sulla storia (...). Non ci sentiamo continuatori di nessun vivo: noi s'è imparato a scrivere da Niccolò Machiavelli e dal popolo d'Oltrarno, che sono dunque i nostri più diretti maestri. Chi sognasse d'averci creato, si disilluda: gli uomini li crea Iddio, e nessun compilatore di Lacerba, né Accademico della Farnesina, ha potenza di rubargli il mestiere. La libreria degli ultimi trent'anni ispira a noi rispetto e gratitudine per certi nomi che abbiam cari, ma anche una fiera fede di superarla: superare cioè l'impressionismo, e qualunque avanguardismo vecchio (...). Crediamo nell'assoluto politico, che è l'impero: aborriamo chi lo nomina invano. Oprano all'impero i poeti, ma cantando i campi e gli amori, non con declamazioni sul fante. E con ciò non chiediamo arte pura, impossibile separazione dalla politica; anzi vogliamo e avremo poesia civile, ma in grande, degna di questa patria.
L'Universale fu una rivista culturale italiana. Fu pubblicata per quattro anni, dal 1931 al 1935.

## Storia
Fondato nel 1931 da Berto Ricci, fu il primo tra i periodici giovanili dei Gruppi universitari fascisti (GUF) nati nel 1927 che, come li definisce la rivista gentiliana "Educazione fascista", sono "fogli d'avanguardia nati dallo spirito della rivoluzione". Tra i collaboratori figurarono Camillo Pellizzi, Icilio Petrone, Diano Brocchi e Indro Montanelli.
Nel numero d'avvio de "L'Universale", uscito 1º gennaio 1931, Berto Ricci (nato a Firenze nel 1905 e morto sul fronte libico nel 1941) richiamò in modo energico gli intellettuali, gli artisti, gli scrittori, ad elaborare il fascismo universale. La linea polemica dell'Universale rifiutò il falso antico, dal neoclassicismo al mito della romanità, ma anche ogni forma di regionalismo e di campanilismo.
La rivista sostenne la partecipazione degli scrittori alla vita italiana e la loro "lotta ferma e serena contro il barocco, fazioso ambiente dei cerebratucoli camorristi, contro i circoletti della petulante infecondità tipo Solaria". Il 1º gennaio 1933 "L'Universale" lanciò il suo Manifesto realista nel quale negò nazionalismo, capitalismo e cattolicesimo progettando una società fondata sull'universalismo fascista, su un imperialismo popolare "non incorporato in associazioni, ma emanante dal fascismo quale sua conseguenza immediata; e dal fascismo trasfuso a tutta la patria come coscienza d'una missione universale".
L'ultimo numero della rivista uscì il 25 agosto 1935; le pubblicazioni furono sospese con la motivazione che allo scoppio della guerra d'Etiopia "non è più tempo di carta stampata".

## Direttori
- Berto Ricci (1º gennaio 1931 - giugno 1935)
- Romano Bilenchi (giugno - agosto 1935)